# Modal
Modal is textiel gemaakt uit modalvezels. De modalvezel is een verdere ontwikkeling van viscose, dus een kunstmatige vezel uit natuurlijke grondstoffen in dit geval cellulose verkregen uit beukenhout. Het doel was om met deze nieuwe vezel de eigenschappen van katoen zo veel mogelijk te benaderen. Om dit te bereiken moest het spinproces aangepast en cellulose met een hoge polymerisatiegraad gebruikt worden. Meestal wordt hiervoor cellulose uit beukenhout genomen. Het resultaat is een vezel die vergeleken met viscose een hogere sterkte, rek en modulus en een lagere vochtopname heeft. Verdere voordelen zijn een snelle vochtopname en gemakkelijk te verven. Krimp en kleurechtheid komen overeen met katoen.
Modalvezels worden meestal als bijmenging gebruikt in katoen, polyester en polyamide. De voornaamste toepassingen zijn bovenkleding voor dames en kinderen en gordijnstoffen, maar ook wordt de vezel in kleinere hoeveelheden in andere artikelen toegepast.

## Voordelen
- het draagcomfort, door de gladde en zachte stof;
- neemt 50% meer vocht op dan katoen, waardoor het niet zweterig of plakkerig aanvoelt;
- de stof gaat lang mee; gaat niet pillen, behoudt lang haar kleur, krimpt niet;
- de stof is gemakkelijk te verven, waardoor er minder energie en chemicaliën nodig zijn dan bij bijvoorbeeld katoen;
- het is een duurzame stof doordat het is verkregen uit duurzaam geteelde beukenbomen, die minder water nodig hebben dan katoenplanten.

## Nadelen
- het materiaal kan kreuken;
- de stof rekt sneller uit dan andere stoffen.

## Verdere ontwikkeling
Een verdere ontwikkeling van modal is tencel van de Oostenrijkse firma Lenzing AG.

## Productie
Vanwege de hoge milieueisen en uit kostenoverwegingen zijn de meeste spinnerijen uit Europa verplaatst naar de opkomende landen. In Indiase bedrijven werd in 2005 rond 4000 ton geproduceerd. De voornaamste spinnerij in Europa is nu Lenzing AG met het merk Lenzing Modal. Dit Oostenrijkse bedrijf heeft zich gespecialiseerd in textiel en vezels, in het bijzonder in specialiteiten in kunstmatige vezels uit cellulose.